# Lúfa kai parallagi
Lúfa kai parallagi (grec: Λούφα και Παραλλαγή) és una pel·lícula de comèdia grega del 1984 dirigida per Nikos Perakis. Va ser seguida per la pel·lícula BIOS + πολιτεία (1987), que porta els personatges en una "reunió" posterior als 20 anys. El 2005 va ser llançada Lúfa kai parallagi: Seirines sto Aigaio, sense cap relació amb la primera pel·lícula; en canvi, explica la història d'una companyia de l'exèrcit actual. Una versió de la sèrie de televisió de la pel·lícula es va emetre durant dues temporades, amb actors de l'última pel·lícula de L&C en els papers dels personatges originals de la entrega de 1984.

## Sinopsi
La pel·lícula narra la història d'un grup de soldats que, durant el seu servei militar obligatori el 1967 i 1968, abans i durant la Junta grega, són destinats a la l'aleshores recentment fundada Televisió de les Forces Armades. Aquesta televisió, fundada per a la població civil, estava dirigida per la Unitat Cinematogràfica de l'Exèrcit que fins aleshores només produïa pel·lícules de propaganda i telenotícies i s'encarregava d'entretenir les tropes i altres organitzacions benèfiques amb projeccions de pel·lícules. El personal estava format majoritàriament per soldats, que ja tenien experiència en el negoci del cinema en la seva vida civil, així com per aquells que van rebre la seva formació a l'exèrcit.
L'escenari, els personatges i les situacions retratades a la pel·lícula són en gran part autobiogràfics. Durant el seu servei militar, Perakis va ajudar a muntar l'estació experimental del Servei d'Informació de les Forces Armades a les instal·lacions del Servei Geogràfic Militar Hel·lènic, i la pel·lícula mostra un relat de ficció d'aquest període.

## Repartiment
- Nikos Kalogeropoulos com a soldat Giannis Papadopoulos
- Giorgos Kimoulis com a soldat Achilleas Lambrou
- Takis Spyridakis com a soldat Panagiotis Balourdos
- Fotis Polychronopoulos com a soldat Michail Karamanos, també conegut com Karamazov
- Giannis Chatziyannis com a soldat Petros Savidis
- Paris Tselios com a soldat Marlafekas
- Stavros Xenidis com a Coronel A. Kontellis
- Andreas Filippidis com a tinent coronel Minas Katsampelas
- Christos Valavanidis Major D. Karavidis
- Antonis Theodorakopoulos com a Capità
- Nikos Tsachiridis com a Sergent Major
- Tania Kapsali com Emmanouella Dimaki
- Ifigenia Makati com a Katerina Papadopoulou
- Rocky Taylor com a Cindy
- Dimitris Poulikakos com a John Papaloukas
- Michalis Maniatis com el senyor Karlatos
- Ira Papamichail com a Soula

## Premis
- Menció especial, 1985, Festival Internacional de Cinema de Tessalònica
- Gran Premi, 1984, Festival Internacional de Cinema de Tessalònica
- Millor guió, 1984, Festival Internacional de Cinema de Tessalònica
- Millor actor, 1984, Festival Internacional de Cinema de Tessalònica
- Millor muntatge, 1984, Festival Internacional de Cinema de Tessalònica
- Ós d'Or, Nominat, 35è Festival Internacional de Cinema de Berlín[3]